# Adrien
Adrien [a.dʁi.jɛ̃] ist ein französischer, männlicher Vorname, der auch als Familienname auftritt.
Es handelt sich bei Adrien um die französische Variante von Adrian. Hadrien ist eine deutlich seltener vergebene Variante. Die weibliche Form des Vornamens ist Adrienne.

## Namensträger

### Vorname
- Adrien d’Amboise (1551–1616), französischer Geistlicher, Bischof von Tréguier
- Adrien Anneet (* 1908), belgischer Boxer
- Adrien Arcand (1899–1967), kanadischer Journalist und Politiker
- Adrien Auzout (1622–1691), französischer Physiker und Astronom
- Adrien Barthe (1828–1898), französischer Komponist
- Adrien Brody (* 1973), US-amerikanischer Schauspieler
- Adrien Dollfus (1858–1921), französischer Zoologe
- Adrien Douady (1935–2006), französischer Mathematiker
- Adrien Duport (1759–1798), französischer Politiker
- Adrien Duvillard (1934–2017), französischer Skirennläufer
- Adrien Duvillard (* 1969), französischer Skirennläufer
- Adrien Fainsilber (1932–2023), französischer Architekt und Stadtplaner
- Adrien Finck (1930–2008), elsässischer Schriftsteller und Hochschullehrer
- Adrien René Franchet (1834–1900), französischer Botaniker
- Adrien de Gerlache de Gomery (1866–1934), belgischer Marineoffizier und Polarforscher
- Adrien Houngbédji (* 1942), Politiker aus Benin
- Adrien Henri Laurent de Jussieu (1797–1853), französischer Botaniker
- Adrien Lachenal (1849–1918), Schweizer Rechtsanwalt und Politiker
- Adrien-Marie Legendre (1752–1833), französischer Mathematiker
- Adrien Mörk (* 1979), französischer Golfer
- Adrien-Maurice de Noailles (1678–1766), Marschall von Frankreich
- Adrien Perruchon (* 1983), französischer Dirigent
- Adrien Philippe (1815–1894), französischer Uhrmacher und Erfinder
- Adrien Rabiot (* 1995), französischer Fußballspieler
- Adrien Recurt (1798–1872), französischer Politiker
- Adrien-François Servais (1807–1866), belgischer Cellist und Komponist
- Adrien Sibomana (* 1953), burundischer Politiker
- Adrien Théaux (* 1984), französischer Skirennläufer
- Adrien Thomasson (* 1993), französischer Fußballspieler
- Adrien Turel (1890–1957), Schweizer Schriftsteller
- Adrien Turnèbe (1512–1565), französischer Humanist und Philosoph
- Adrien de Wignacourt (1618–1697), französischer Großmeister des Malteserordens
- Adrien Zeller (1940–2009), französischer Politiker

### Mittelname
- François-Adrien Boieldieu (1775–1834), französischer Komponist
- Claude Adrien Helvétius (1715–1771), französischer Philosoph
- Louis Adrien Huart (1813–1865), französischer Journalist, Schriftsteller und Theaterdirektor
- Théodore-Adrien Sarr (* 1936), senegalesischer Geistlicher, Erzbischof von Dakar

### Familienname
- Ferdinand Adrien (auch Ferdinand Andrien; um 1770–um 1830), französischer Gesangsmeister
- Jean Adrien (auch Jean Andrien; um 1768–um 1824), französischer Gesangsmeister
- Mady Adrien (* 1941), belgische Bildhauerin
- Martin Joseph Adrien (auch Martin Joseph Andrien; 1776–1822), französischer Opernsänger und Komponist
- Melvin Adrien (* 1993), madagassischer Fußballtorhüter
- Philippe Adrien (1939–2021), französischer Theater- und Filmschaffender